# Stazione di Milano Lambrate
La stazione di Milano Lambrate è una stazione ferroviaria di Milano ubicata lungo la linea di cintura. Si trova nella zona nord-orientale della città, e prende il nome dall'omonimo quartiere.
Ha ereditato il nome dalla vecchia stazione di Lambrate, posta in località Ortica e chiusa nel 1931 in seguito alla riorganizzazione del nodo ferroviario milanese. Dal 1914 la vecchia stazione di Milano Lambrate prese il nome di Milano Ortica e la nuova stazione costruita sulla cintura ferroviaria ne ereditò il nome.

## Storia

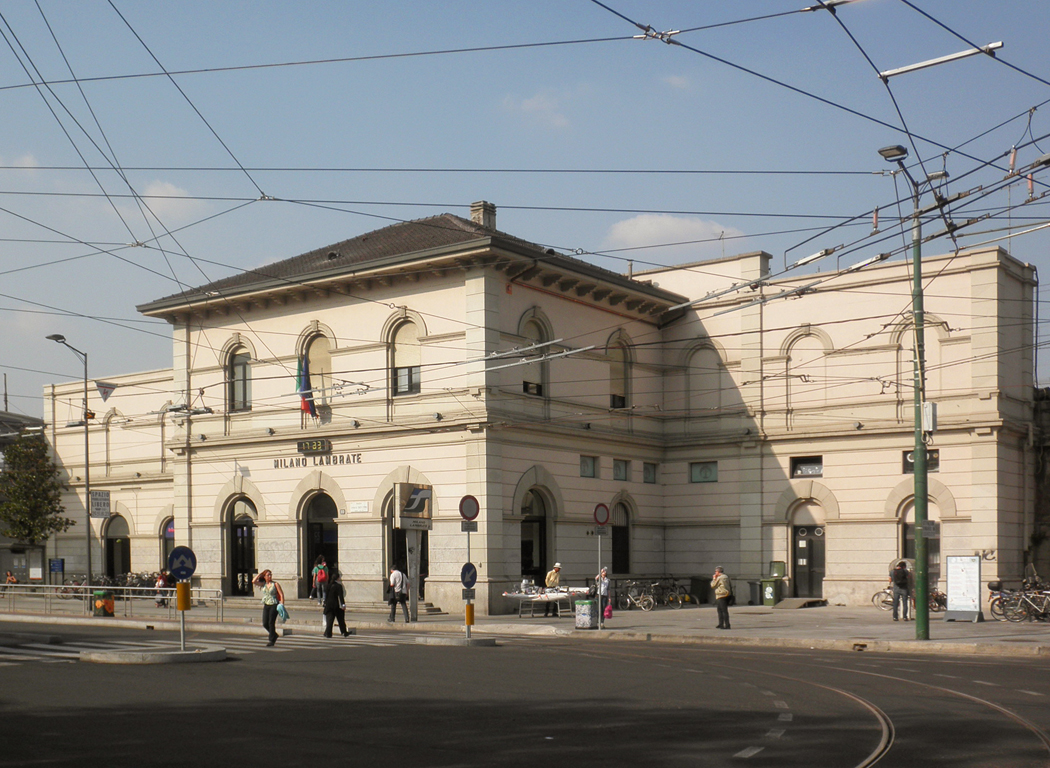
Il vecchio fabbricato viaggiatori della stazione, che oggi ospita alcuni negozi

Il quartiere milanese di Lambrate fu servito inizialmente da una prima stazione, inaugurata in località Ortica nel 1906 sull'originario tracciato della ferrovia Milano-Venezia. Il fabbricato viaggiatori, ancora esistente e visibile nei pressi del cavalcavia Buccari, sorgeva vicino alla chiesa dei santi Faustino e Giovita.
La stazione esistente fu attivata il 23 settembre 1914 insieme alla linea di cintura, e fu aperta al servizio passeggeri nel 1931, con la riorganizzazione dell'intero nodo ferroviario milanese.
Nel 1969 diventa la seconda stazione ferroviaria di Milano, dopo Milano Cadorna, ad avere l'interconnessione con la metropolitana, con la costruzione dell'adiacente fermata della linea M2.
Negli anni novanta fu costruito un nuovo fabbricato viaggiatori, progettato dall'architetto Ignazio Gardella e posto in piazza Monte Titano, dal lato opposto al vecchio; il 12 settembre 1999 fu attivato il nuovo ufficio movimento, che comportò la modifica della numerazione dei binari (ora numerati da est a ovest); il successivo 18 dicembre il nuovo FV fu aperto al pubblico, con l'attivazione della nuova biglietteria e degli altri servizi
Il vecchio fabbricato, restaurato nel 2005, oggi ospita dei negozi.

## Strutture e impianti

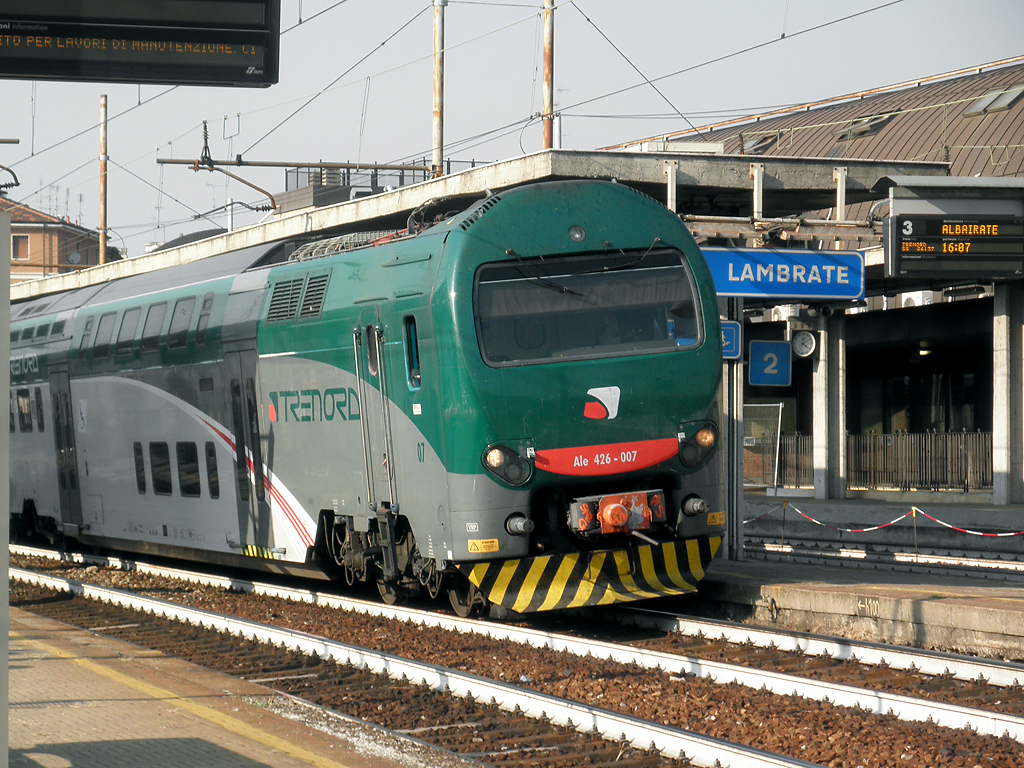
TAF in livrea Trenord in arrivo a Milano Lambrate

Il piazzale è composto da dodici binari passanti serviti da sette marciapiedi, che ne fanno la quarta più grande stazione milanese dopo Milano Centrale, Milano Porta Garibaldi e Milano Rogoredo. I binari sono tutti dotati di banchina, pensiline e monitor di indicazione dei treni in arrivo.
I binari sono impiegati in questo modo:
- 1: treni suburbani S9 da Saronno ad Albairate e treni merci diretti a Milano Smistamento.
- 2: treni attestati a Lambrate e treni merci provenienti da Milano Smistamento.
- 3: treni regionali provenienti da Milano Greco Pirelli e diretti a Piacenza e Stradella.
- 4: treni suburbani S9 da Albairate a Saronno e treni regionali provenienti da Piacenza e Stradella e diretti a Milano Greco Pirelli.
- 5: treni a media e breve percorrenza provenienti da Milano Greco Pirelli e diretti a Treviglio.
- 6: treni a media e breve percorrenza provenienti da Treviglio e diretti a Milano Greco Pirelli.
- 7: treni a media e lunga percorrenza provenienti da Milano Centrale e diretti a Treviglio.
- 8: treni a media e lunga percorrenza provenienti da Treviglio e diretti a Milano Centrale.
- 9: treni a lunga percorrenza, quindi in prevalenza di transito, provenienti da Milano Centrale e diretti a Milano Rogoredo.
- 10: treni a lunga percorrenza, quindi in prevalenza di transito, provenienti da Milano Rogoredo e diretti a Milano Centrale.
- 11: treni regionali provenienti da Milano Centrale e diretti a Milano Rogoredo.
- 12: treni regionali provenienti da Milano Rogoredo e diretti a Milano Centrale.

## Interscambi
La stazione costituisce un importante interscambio con la linea M2 della metropolitana di Milano.
Nelle vicinanze della stazione effettuano fermata alcune linee urbane e interurbane, tranviarie, filoviarie ed automobilistiche, gestite da ATM.
- Fermata metropolitana (Lambrate FS, linea M2)
- Tram 19 Lambrate FS M2 - Piazza Castelli
- Filobus 93 Lambrate FS M2 - Viale Omero